# Lannapsyche
Lannapsyche är ett släkte av nattsländor. Lannapsyche ingår i familjen böjrörsnattsländor.
Kladogram enligt Catalogue of Life:
| Lannapsyche | \| \| Lannapsyche bachoi \| \| \| \| \| \| Lannapsyche chantaramongkolae \| \| \| \| \| \| Lannapsyche setschuana \| \| \| \| \| \| Lannapsyche xylostelloides \| \| \| \| |
|             | \| \| Lannapsyche bachoi \| \| \| \| \| \| Lannapsyche chantaramongkolae \| \| \| \| \| \| Lannapsyche setschuana \| \| \| \| \| \| Lannapsyche xylostelloides \| \| \| \| |
|             | Barynema |
|             | |
|             | Barypenthus |
|             | |
|             | Inthanopsyche |
|             | |
|             | Marilia |
|             | |
|             | Namamyia |
|             | |
|             | Nerophilus |
|             | |
|             | Odontocerum |
|             | |
|             | Parthina |
|             | |
|             | Perissoneura |
|             | |
|             | Pseudogoera |
|             | |
|             | Psilotreta |
|             | |
|             | Lannapsyche bachoi |
|             | |
|             | Lannapsyche chantaramongkolae |
|             | |
|             | Lannapsyche setschuana |
|             | |
|             | Lannapsyche xylostelloides |
|             | |

|  | Lannapsyche bachoi            |
|  |                               |
|  | Lannapsyche chantaramongkolae |
|  |                               |
|  | Lannapsyche setschuana        |
|  |                               |
|  | Lannapsyche xylostelloides    |
|  |                               |